# Un beso (canción de Baby Rasta & Gringo)
«Un beso» es una canción del dúo puertorriqueño Baby Rasta & Gringo. Se lanzó el 25 de febrero de 2015 como el tercer sencillo de su tercer álbum de estudio titulado Los cotizados. Alcanzó la posición #1 de la lista Chart Tropical de Billboard.

## Antecedentes
En una iniciativa para apoyar a la Fundación Puertorriqueña Síndrome Down, los puertorriqueños consideraron que para un próximo sencillo sería positivo contar con gente de este tipo para proyectar en la secuencia que el amor es incondicional y sin barreras.

## Vídeo musical
El video musical fue lanzado oficialmente por el canal del dúo el 20 de julio de 2015, el mismo cuenta como protagonistas a la pareja Cristie Medina y Alexis Martínez, quienes son novios en la vida real y padecen de Síndrome de Down, fue un fanático con la condición que hace un año se subió a la tarima mientras el binomio cantaba en Colombia.
El videoclip se presentó bajo la dirección de Louis Martínez, y el video se basa en el amor puro de una pareja que se enamora a través de un beso. Al final del video, se ve como la pareja junto sellan su amor casándose.

## Versiones
Cuenta con una remezcla con Plan B, la cual fue lanzada el 15 de agosto de 2015 y una segunda remezcla, pero con Maluma, la cual fue lanzada el 14 de octubre de 2015.